# Oadby and Wigston
Oadby and Wigston ist ein Verwaltungsbezirk mit dem Status eines Borough in der Grafschaft Leicestershire in England. Er besteht aus den Städten Oadby, Wigston Magna und South Wigston, die alle weitgehend mit Leicester zusammengewachsen sind. Partnerstadt in Deutschland ist Norderstedt und in Frankreich Maromme.
Der Bezirk wurde am 1. April 1974 gebildet und entstand aus der Fusion der Urban Districts Oadby und Wigston.
Koordinaten: 52° 35′ N, 1° 6′ W